# マイケル・チャン
マイケル・ターペイ・チャン（Michael Te-Pei Chang、中国語名：張 德培（Zhāng Dépéi）、1972年2月22日 - ）は、アメリカ合衆国ニュージャージー州ホーボーケン出身の元男子プロテニス選手。台湾系アメリカ人。
右利き。バックハンド・ストロークは両手打ち。シングルス自己最高ランキングは2位。グランドスラム優勝1回、準優勝3回。ATPマスターズシリーズ優勝7回。テニス・マスターズ・カップに7度出場し1995年に準優勝を果たした。
男子シングルスグランドスラム最年少優勝記録保持者(17歳3ヶ月)。アジアにルーツを持つ男子選手として唯一のグランドスラム優勝者。

## 選手経歴
1972年にニュージャージー州ホーボーケンに生まれる。両親はともに台湾からの移民 (父のジョーは1966年、母のベティは1959年にそれぞれ台湾から渡米) でアメリカで出会い結婚した。マイケルという名前は母親のベティが中華民国の外交官 (駐カンボジア中華民国大使などを歴任) であった父（マイケルにとっては祖父）の名前から取った。その後、一家はミネソタ州セントポールに転居。チャンがテニスを始めたのはこの時である。その後、同じくテニス選手であった兄のカールとともにより恵まれたテニス環境を求めてカリフォルニア州のプラセンティアやエンシニタスに移った。
1988年にプロ入り。第15シードで出場した1989年全仏オープンでエドゥアルド・マッソ、ピート・サンプラス、フランシスコ・ロイグを破り、4回戦では世界ランキング1位で3度の全仏優勝経験のあるイワン・レンドルを4-6, 4-6, 6-3, 6-3, 6-3で破った。続く準々決勝でロナルド・アジェノール、アンドレイ・チェスノコフに勝利し決勝進出。決勝戦で第3シードでグランドスラム優勝3回のステファン・エドベリと対戦し、6-1, 3-6, 4-6, 6-4, 6-2のフルセットで破り4大大会初優勝。「17歳3ヶ月」は男子テニス4大大会を通しての最年少優勝記録である (参考：ウィンブルドン選手権は1985年にボリス・ベッカーが「17歳7ヶ月」、全米オープンは1990年にピート・サンプラスが「19歳28日」の男子シングルス最年少優勝記録を樹立した。全豪オープンの男子最年少優勝者は、1953年に「18歳2ヶ月」で初優勝したケン・ローズウォールである)。なお、この時4回戦のイワン・レンドル戦で見せたアンダーサーブは今でも語り草になっている。
チャンとエドベリは、1992年全米オープン準決勝で「5時間26分」のマラソンマッチを繰り広げたこともある。
1995年全仏オープンでチャンは6年ぶり2度目の決勝進出を果たしたが、オーストリアのトーマス・ムスターに5-7, 2-6, 4-6のストレートで完敗してしまう。
1996年には2度の4大大会準優勝があり、全豪オープン決勝ではボリス・ベッカーに、全米オープン決勝ではピート・サンプラスに敗れた。
トップスピンストロークを中心とするチャンのプレースタイルは、クレーコートとハードコートでは安定した強さを発揮したが、芝のウィンブルドン選手権は苦手で、自己最高成績は1994年のベスト8である。
日本でプレーした回数も多く、1993年セーラム・オープンで日本で初めての優勝を飾り、1995年10月にはセイコー・スーパー・テニスで最後のシングルス優勝者になっている。その決勝戦では、当時18歳のマーク・フィリプーシスの“スカッド・サーブ”を攻略した。1989年には日清食品「カップヌードル China」のCMキャラクターに起用された。1997年には日産自動車とスポンサー契約を行っている。
チャンは2003年全米オープンを最後に、31歳で現役を引退した。引退後は、現役時代の1999年に設立した「チャン・ファミリー財団」を通じ、キリスト教に基づく慈善事業を展開している。特にバスケットボール・バレーボール・テニスなどの「クリスチャン・スポーツリーグ」をワシントン州シアトルとカリフォルニア州オレンジ郡で展開している。2008年7月12日に国際テニス殿堂入りを果たした。
2008年10月に12歳年下の中国系アメリカ人テニス選手アンバー・リューと結婚。2010年に第1子の長女が誕生している。
2013年12月、錦織圭のコーチ陣に加入と発表。

## プレースタイル
驚異的なフットワークを活かしたストロークプレイヤー。ゲームメイキングにも優れ、パワフルなストローカーであるレンドルやアガシを翻弄、打ち勝つこともしばしばあった。
パワーが劣ることが弱点。
なお、キャリア後半にはラケットやフォームを見直し、ファーストサーブは180キロ以上となるまで改善する等、若干でもパワー不足を補う工夫を行っている。

## 主要大会決勝

### グランドスラム決勝

#### シングルス: 4 (1タイトル 3準優勝)
| 結果   | 年   | 大会         | サーフェス | 相手                 | スコア                  |
| ------ | ---- | ------------ | ---------- | -------------------- | ----------------------- |
| 優勝   | 1989 | 全仏オープン | クレー     | ステファン・エドベリ | 6-1, 3-6, 4-6, 6-4, 6-2 |
| 準優勝 | 1995 | 全仏オープン | クレー     | トーマス・ムスター   | 5-7, 2-6, 4-6           |
| 準優勝 | 1996 | 全豪オープン | ハード     | ボリス・ベッカー     | 2-6, 4-6, 6-2, 2-6      |
| 準優勝 | 1996 | 全米オープン | ハード     | ピート・サンプラス   | 1-6, 4-6, 6-7(3-7)      |

### 年間最終戦決勝

#### シングルス: 1 (1準優勝)
| 結果   | 年   | 大会           | サーフェス | 相手             | スコア                  |
| ------ | ---- | -------------- | ---------- | ---------------- | ----------------------- |
| 準優勝 | 1995 | フランクフルト | カーペット | ボリス・ベッカー | 6-7(3-7), 0-6, 6-7(5-7) |

### マスターズ決勝

#### シングルス: 9 (7タイトル 2準優勝)
| 結果   | 年     | 大会                 | サーフェス | 対戦相手                 | スコア             |
| ------ | ------ | -------------------- | ---------- | ------------------------ | ------------------ |
| 優勝   | 1990年 | トロント             | ハード     | ジェイ・バーガー         | 4-6, 6-3, 7-6(7-2) |
| 優勝   | 1992年 | インディアンウェルズ | ハード     | アンドレイ・チェスノコフ | 6-3, 6-4, 7-5      |
| 優勝   | 1992年 | マイアミ             | ハード     | アルベルト・マンチーニ   | 7-5, 7-5           |
| 優勝   | 1993年 | シンシナティ         | ハード     | ステファン・エドベリ     | 7-5, 0-6, 6-4      |
| 優勝   | 1994年 | シンシナティ         | ハード     | ステファン・エドベリ     | 6-2, 7-5           |
| 準優勝 | 1995年 | シンシナティ         | ハード     | アンドレ・アガシ         | 5-7, 2-6           |
| 優勝   | 1996年 | インディアンウェルズ | ハード     | ポール・ハーフース       | 7-5, 6-1, 6-1      |
| 準優勝 | 1996年 | シンシナティ         | ハード     | アンドレ・アガシ         | 6-7(4-7), 4-6      |
| 優勝   | 1997年 | インディアンウェルズ | ハード     | ボフダン・ウリラッハ     | 4-6, 6-3, 6-4, 6-3 |

## ATPツアー決勝進出結果

### シングルス: 58回 (34勝24敗)
| 大会グレード                                  |
| グランドスラム (1-3)                          |
| テニス・マスターズ・カップ (0-1)              |
| グランドスラム・カップ (0–2)                  |
| ATPマスターズシリーズ (7-2)                   |
| ATPインターナショナルシリーズ・ゴールド (5-4) |
| ATPインターナショナルシリーズ (21–12)         |

| サーフェス別タイトル |
| ハード (21–15)       |
| クレー (4-2)         |
| 芝 (0-0)             |
| カーペット (9-7)     |

| 結果   | No. | 決勝日         | 大会                 | サーフェス        | 対戦相手                     | スコア                  |
| ------ | --- | -------------- | -------------------- | ----------------- | ---------------------------- | ----------------------- |
| 優勝   | 1.  | 1988年9月26日  | サンフランシスコ     | カーペット (室内) | ヨハン・クリーク             | 6-2, 6-3                |
| 優勝   | 2.  | 1989年6月11日  | 全仏オープン         | クレー            | ステファン・エドベリ         | 6-1, 3-6, 4-6, 6-4, 6-2 |
| 準優勝 | 1.  | 1989年9月18日  | ロサンゼルス         | ハード            | アーロン・クリックステイン   | 6-2, 4-6, 2-6           |
| 優勝   | 3.  | 1989年11月7日  | ウェンブリー         | カーペット (室内) | ギー・フォルジェ             | 6-2, 6-1, 6-1           |
| 優勝   | 4.  | 1990年7月23日  | トロント             | ハード            | ジェイ・バーガー             | 4-6, 6-3, 7-6(7-2)      |
| 準優勝 | 2.  | 1990年7月30日  | ロサンゼルス         | ハード            | ステファン・エドベリ         | 6-7(4-7), 6-2, 6-7(3-7) |
| 準優勝 | 3.  | 1990年11月5日  | ウェンブリー         | カーペット (室内) | ヤコブ・ラセク               | 6-7(7-9), 3-6           |
| 優勝   | 5.  | 1991年11月4日  | バーミンガム         | カーペット (室内) | ギヨーム・ラウー             | 6-3, 6-2                |
| 準優勝 | 4.  | 1991年12月10日 | ミュンヘン           | カーペット (室内) | デビッド・ウィートン         | 5-7, 2-6, 4-6           |
| 優勝   | 6.  | 1992年2月3日   | サンフランシスコ     | ハード (室内)     | ジム・クーリエ               | 6-3, 6-3                |
| 優勝   | 7.  | 1992年3月2日   | インディアンウェルズ | ハード            | アンドレイ・チェスノコフ     | 6-3, 6-4, 7-5           |
| 優勝   | 8.  | 1992年5月13日  | マイアミ             | ハード            | アルベルト・マンシーニ       | 7-5, 7-5                |
| 準優勝 | 5.  | 1992年4月13日  | 香港                 | ハード            | ジム・クーリエ               | 5-7, 3-6                |
| 準優勝 | 6.  | 1992年12月8日  | ミュンヘン           | カーペット (室内) | ミヒャエル・シュティヒ       | 2-6, 3-6, 2-6           |
| 優勝   | 9.  | 1993年1月11日  | ジャカルタ           | ハード            | カール＝ウーベ・シュテープ   | 2-6, 6-2, 6-1           |
| 優勝   | 10. | 1993年3月29日  | 大阪                 | ハード            | アモス・マンスドルフ         | 6-4, 6-4                |
| 準優勝 | 7.  | 1993年8月2日   | ロサンゼルス         | ハード            | リカルト・クライチェク       | 6-0, 6-7(3-7), 6-7(5-7) |
| 優勝   | 11. | 1993年8月9日   | シンシナティ         | ハード            | ステファン・エドベリ         | 7-5, 0-6, 6-4           |
| 準優勝 | 8.  | 1993年8月23日  | ロングアイランド     | ハード            | マルク・ロセ                 | 4-6, 6-3, 1-6           |
| 優勝   | 12. | 1993年9月27日  | クアラルンプール     | ハード            | ヨナス・スベンソン           | 6-0, 6-4                |
| 優勝   | 13. | 1993年10月18日 | 北京                 | カーペット (室内) | グレグ・ルーゼドスキー       | 7-6(7-5), 6-7(6-8), 6-4 |
| 優勝   | 14. | 1994年1月10日  | ジャカルタ           | ハード            | ダビド・リクル               | 6-3, 6-3                |
| 準優勝 | 9.  | 1994年1月31日  | サンノゼ             | ハード            | レンツォ・フルラン           | 6-3, 3-6, 5-7           |
| 優勝   | 15. | 1994年2月14日  | フィラデルフィア     | カーペット (室内) | ポール・ハーフース           | 6-3, 6-2                |
| 準優勝 | 10. | 1994年4月4日   | 東京                 | ハード            | ピート・サンプラス           | 4-6, 2-6                |
| 優勝   | 16. | 1994年4月11日  | 香港                 | ハード            | パトリック・ラフター         | 6-1, 6-3                |
| 優勝   | 17. | 1994年5月2日   | アトランタ           | クレー            | トッド・マーティン           | 6-7(4-7), 7-6(7-4), 6-0 |
| 優勝   | 18. | 1994年8月8日   | シンシナティ         | ハード            | ステファン・エドベリ         | 6-2, 7-5                |
| 準優勝 | 11. | 1994年10月10日 | 東京                 | カーペット (室内) | ゴラン・イワニセビッチ       | 4-6, 4-6                |
| 優勝   | 19. | 1994年10月17日 | 北京                 | カーペット (室内) | アンダース・ヤリード         | 7-5, 7-5                |
| 準優勝 | 12. | 1995年2月6日   | サンノゼ             | ハード (室内)     | アンドレ・アガシ             | 2-6, 6-1, 3-6           |
| 準優勝 | 13. | 1995年2月27日  | フィラデルフィア     | カーペット (室内) | トーマス・エンクビスト       | 6-0, 4-6, 0-6           |
| 優勝   | 20. | 1995年4月17日  | 香港                 | ハード            | ヨナス・ビョルクマン         | 6-3, 6-1                |
| 優勝   | 21. | 1995年5月1日   | アトランタ           | クレー            | アンドレ・アガシ             | 6-2, 6-7(6-8), 6-4      |
| 準優勝 | 14. | 1995年5月29日  | 全仏オープン         | クレー            | トーマス・ムスター           | 5-7, 2-6, 4-6           |
| 準優勝 | 15. | 1995年8月7日   | シンシナティ         | ハード            | アンドレ・アガシ             | 5-7, 2-6                |
| 優勝   | 22. | 1995年10月16日 | 東京                 | ハード (室内)     | マーク・フィリプーシス       | 6-3, 6-4                |
| 優勝   | 23. | 1995年10月16日 | 北京                 | カーペット (室内) | レンゾ・フルラン             | 7-5, 6-3                |
| 準優勝 | 16. | 1995年11月16日 | ハノーファー         | カーペット (室内) | ボリス・ベッカー             | 6-7(3-7), 0-6, 6-7(5-7) |
| 準優勝 | 17. | 1996年1月15日  | 全豪オープン         | ハード            | ボリス・ベッカー             | 2-6, 4-6, 6-2, 2-6      |
| 優勝   | 24. | 1996年3月11日  | インディアンウェルズ | ハード            | ポール・ハーフース           | 7-5, 6-1, 6-1           |
| 準優勝 | 18. | 1996年4月8日   | 香港                 | ハード            | ピート・サンプラス           | 4-6, 6-3, 4-6           |
| 優勝   | 25. | 1996年7月15日  | ワシントンD.C.       | ハード            | ウェイン・フェレイラ         | 6-2, 6-4                |
| 優勝   | 26. | 1996年7月29日  | ロサンゼルス         | ハード            | リカルト・クライチェク       | 6-4, 6-3                |
| 準優勝 | 19. | 1996年8月5日   | シンシナティ         | ハード            | アンドレ・アガシ             | 6-7(4-7), 4-6           |
| 準優勝 | 20. | 1996年8月26日  | 全米オープン         | ハード            | ピート・サンプラス           | 1-6, 4-6, 6-7(3-7)      |
| 準優勝 | 21. | 1996年9月30日  | シンガポール         | カーペット (室内) | ジョナサン・スターク         | 4-6, 4-6                |
| 優勝   | 27. | 1997年2月17日  | メンフィス           | ハード (室内)     | トッド・ウッドブリッジ       | 6-3, 6-4                |
| 優勝   | 28. | 1997年3月10日  | インディアンウェルズ | ハード            | ボフダン・ウリラッハ         | 4-6, 6-3, 6-4, 6-3      |
| 優勝   | 29. | 1997年4月14日  | 香港                 | ハード            | パトリック・ラフター         | 6-3, 6-3                |
| 優勝   | 30. | 1997年4月21日  | オーランド           | クレー            | グラント・スタフォード       | 4-6, 6-2, 6-1           |
| 優勝   | 31. | 1997年7月14日  | ワシントンD.C.       | ハード            | ペトル・コルダ               | 5-7, 6-2, 6-1           |
| 準優勝 | 22. | 1998年2月16日  | メンフィス           | ハード (室内)     | マーク・フィリプーシス       | 3-6, 2-6                |
| 準優勝 | 23. | 1998年4月20日  | オーランド           | クレー            | ジム・クーリエ               | 5-7, 6-3, 5-7           |
| 優勝   | 32. | 1998年8月24日  | ボストン             | ハード            | ポール・ハーフース           | 6-3, 6-4                |
| 優勝   | 33. | 1998年10月5日  | 上海                 | カーペット (室内) | ゴラン・イワニセビッチ       | 4-6, 6-1, 6-2           |
| 準優勝 | 24. | 2000年1月16日  | オークランド         | ハード            | マグヌス・ノーマン           | 6-3, 3-6, 5-7           |
| 優勝   | 34. | 2000年7月24日  | ロサンゼルス         | ハード            | ジャン＝マイケル・ギャンビル | 6-7(2-7), 6-3, 途中棄権 |

## 対戦成績
- ピート・サンプラス 8–12
- アンドレ・アガシ 7–15
- ジミー・コナーズ 12-12
- イワン・レンドル 2-5
- ステファン・エドベリ 9-12
- パトリック・ラフター 7-4
- ゴラン・イワニセビッチ 6-4
- 松岡修造 3-0
- ボリス・ベッカー 1-5
- ロジャー・フェデラー 1-4

## 4大大会優勝
- 全仏オープン：1勝（1989年）

| 年     | 大会         | 対戦相手             | 試合結果                |
| ------ | ------------ | -------------------- | ----------------------- |
| 1989年 | 全仏オープン | ステファン・エドベリ | 6-1, 3-6, 4-6, 6-4, 6-2 |

## 成績

### 4大大会シングルス
略語の説明
| W | F | SF | QF | #R | RR | Q# | LQ | A | Z# | PO | G | S | B | NMS | P | NH |

W=優勝, F=準優勝, SF=ベスト4, QF=ベスト8, #R=#回戦敗退, RR=ラウンドロビン敗退, Q#=予選#回戦敗退, LQ=予選敗退, A=大会不参加, Z#=デビスカップ/BJKカップ地域ゾーン, PO=デビスカップ/BJKカッププレーオフ, G=オリンピック金メダル, S=オリンピック銀メダル, B=オリンピック銅メダル, NMS=マスターズシリーズから降格, P=開催延期, NH=開催なし.
| 大会           | 1987 | 1988 | 1989 | 1990 | 1991 | 1992 | 1993 | 1994 | 1995 | 1996 | 1997 | 1998 | 1999 | 2000 | 2001 | 2002 | 2003 | 通算成績 |
| -------------- | ---- | ---- | ---- | ---- | ---- | ---- | ---- | ---- | ---- | ---- | ---- | ---- | ---- | ---- | ---- | ---- | ---- | -------- |
| 全豪オープン   | A    | A    | A    | A    | A    | 3R   | 2R   | A    | SF   | F    | SF   | 2R   | 2R   | 1R   | 1R   | 1R   | A    | 21–10    |
| 全仏オープン   | A    | 3R   | W    | QF   | QF   | 3R   | 2R   | 3R   | F    | 3R   | 4R   | 3R   | 1R   | 3R   | 2R   | 1R   | 1R   | 38–15    |
| ウィンブルドン | A    | 2R   | 4R   | 4R   | 1R   | 1R   | 3R   | QF   | 2R   | 1R   | 1R   | 2R   | A    | 2R   | 2R   | 2R   | A    | 18–14    |
| 全米オープン   | 2R   | 4R   | 4R   | 3R   | 4R   | SF   | QF   | 4R   | QF   | F    | SF   | 2R   | 2R   | 2R   | 1R   | 2R   | 1R   | 44–17    |

### ATPマスターズ・シリーズ
| 大会                 | 1987 | 1988 | 1989 | 1990 | 1991 | 1992 | 1993 | 1994 | 1995 | 1996 | 1997 | 1998 | 1999 | 2000 | 2001 | 2002 | 2003 | 通算成績 |
| -------------------- | ---- | ---- | ---- | ---- | ---- | ---- | ---- | ---- | ---- | ---- | ---- | ---- | ---- | ---- | ---- | ---- | ---- | -------- |
| インディアンウェルズ | A    | 1R   | QF   | A    | QF   | W    | SF   | 3R   | 3R   | W    | W    | A    | 1R   | 2R   | 1R   | 1R   | 1R   | 28–11    |
| マイアミ             | A    | A    | A    | A    | 3R   | W    | 1R   | 3R   | 2R   | QF   | 2R   | A    | 1R   | 2R   | 2R   | 1R   | 2R   | 18–11    |
| カナダ               | A    | A    | A    | W    | 1R   | A    | 3R   | 3R   | QF   | A    | SF   | A    | 3R   | 2R   | 1R   | A    | A    | 15–8     |
| シンシナティ         | A    | QF   | QF   | QF   | 3R   | SF   | W    | W    | F    | F    | SF   | 2R   | QF   | 1R   | 2R   | 3R   | 1R   | 41–14    |

### 世界ランキング
|      | 1987 | 1988 | 1989 | 1990 | 1991 | 1992 | 1993 | 1994 | 1995 | 1996 | 1997 | 1998 | 1999 | 2000 | 2001 | 2002 | 2003 |
| ---- | ---- | ---- | ---- | ---- | ---- | ---- | ---- | ---- | ---- | ---- | ---- | ---- | ---- | ---- | ---- | ---- | ---- |
| 順位 | 163  | 30   | 5    | 15   | 15   | 6    | 8    | 6    | 5    | 2    | 3    | 29   | 48   | 32   | 94   | 124  | 383  |